# Liste des séries télévisées produites par les studios Disney
Pour un article plus général, voir Walt Disney Television.
Pour les productions spécifiques (des téléfilms) de Disney Channel, voir Liste des téléfilms Disney Channel Original Movie
 (juillet 2024).
Si vous disposez d'ouvrages ou d'articles de référence ou si vous connaissez des sites web de qualité traitant du thème abordé ici, merci de compléter l'article en donnant les références utiles à sa vérifiabilité et en les liant à la section « Notes et références ».

Liste des séries télévisées produites par les studios Disney regroupe toutes les séries télévisées réalisées et/ou produites par Walt Disney Television.

## Séries en prises de vues réelles

### Années 1950
- Le Monde merveilleux de Disney depuis 1954 à 1983[1]
  - Disneyland (27 octobre 1954 au 3 septembre 1958 sur ABC)
  - Walt Disney Presents (12 septembre 1958 au 17 septembre 1961 sur ABC)
  - Walt Disney's Wonderful World of Color (24 septembre 1961 au 7 septembre 1959 sur NBC)
  - The Wonderful World of Disney (14 septembre 1969 au 2 septembre 1979 sur NBC)
  - Disney's Wonderful World (9 septembre 1979 au 13 septembre 1981 sur NBC)
  - Walt Disney (26 septembre 1981 au 24 septembre 1983 sur CBS)
- Davy Crockett (1954-1955)
- The Mickey Mouse Club (3 octobre 1955 au 25 septembre 1959 sur ABC)
- The Adventures of Spin and Marty (1955-1957)
- Corky and White Shadow (1955-1957)
- The Hardy Boys (1956)
- Adventure in Dairyland (en) (1956)
- Zorro (78 épisodes, 10 octobre 1957 au 28 septembre 1959 sur ABC) d'après l'œuvre de Johnston McCulley
- Annette (1958)
- Elfego Baca (en anglais : The Nine Lives Elfego Baca, 1958-1960)
- Texas John Slaughter (1958-1961)
- Le Renard des marais (en anglais : The Swamp Fox, 1959-1961)

### Années 1960
- Daniel Boone (1960-1961)
- L'Épouvantail (en anglais : The Scarecrow of Romney Marsh, 1964) d'après le roman Christopher Syn de Russell Thorndike et William Buchanan
- Saturday Night at the Movies with Disney

### Années 1970
- The Mouse Factory (43 épisodes, 26 janvier 1972 à 1973 en syndication)

### Années 1980
- Les Aventures de Winnie l'ourson (en anglais : Welcome to Pooh Corner, 1983-1987), marionnettes
- You and Me Kid (1 épisode, 1983)
- Dumbo's Circus (1985-1988), marionnettes
- Le Chevalier lumière (Sidekicks, 1986-1987)
- Les Voyageurs de l'infini (mini-série, 1988)
- Wild Jack (mini-série, 1989)
- Great Expectations (mini-série, 1989)
- Une nouvelle vie  (8 épisodes, 1989)

### Années 1990
- Adventures in Wonderland (1991-1995)
- Les 100 Vies de Black Jack Savage (en anglais : Disney presents: The 100 Lives of Black Jack Savage, 7 épisodes, 1991)
- Chérie, j'ai rétréci les gosses (en anglais : Honey, I Shrunk the Kids: The TV Show, 1997-2000)
- Dinosaures (1991-1994)
- La Famille Torkelson (en anglais : The Torkelsons, 1991-1992)
- Caraïbes offshore (en anglais : Thunder in Paradise, 1994)
- Chahut au bahut (en anglais : Flash Forward) (1996)
- Le Petit Malin (en anglais : Smart Guy, 1997-1999)
- L'Homme de nulle part (en anglais : Nowhere Man, 1995-1996)
- Jett Jackson (en anglais : The Famous Jett Jackson, 1998-2001)

### Années 2000
- La Guerre des Stevens (en anglais : Even Stevens, 2000-2003)
- Lizzie McGuire (2001-2004)
- Power Rangers (1993-2003) : propriété de la Walt Disney Company de 2001 à 2010.
- Phénomène Raven (en anglais : That's So Raven, 2003-2007)
- Phil du futur (Phil of the Future, 2004-2006)
- La Vie de palace de Zack et Cody (en anglais : The Suite Life of Zack & Cody, 2005-2008)
- La Vie selon Annie (en anglais : Naturally, Sadie, 2005-2007)
- Hannah Montana (2006-2011)
- Cory est dans la place (en anglais : Cory in the House, 2007-2008)
- Les Sorciers de Waverly Place (en anglais : Wizards of Waverly Place, 2007-2012)
- La Vie de croisière de Zack et Cody (en anglais : The Suite Life on Deck, 2008-2011) : spin-off de La Vie de palace de Zack et Cody
- Sonny (2009-2011)
- Zeke et Luther (en anglais : Zeke and Luther, 2009-2010)
- Jonas L.A. (2009-2010)

### Années 2010
- Paire de rois (2010-2013)
- Bonne chance Charlie (2010-2014)
- Shake It Up (2010-2013)
- Peter Punk (2011-2013)
- Section Genius (en anglais : A.N.T. Farm, 2011-2014)
- Tatami Academy (2011-2015)
- Jessie (2011-2015)
- Austin et Ally (2011-2016)
- Mère et Fille (2012-2017)
- Violetta (2012-2015)
- Les Bio-Teens (2012-2016)
- Crash et Bernstein (2012-2014)
- Liv et Maddie (2013-2017)
- Mighty Med, super urgences (2013-2015)
- Le Monde de Riley (2014-2017)
- Kirby Buckets (2014-2017)
- Agent K.C. (K.C. Undercover) (2015-2018)
- C'est pas moi ! (2014-2015)
- Camp Kikiwaka (2015-2024)
- Alex & Co (2015-2017)
- Best Friends Whenever (2015-2016)
- Guide de survie d'un gamer (en anglais : Gamer's Guide to pretty much everything, 2015-2017)
- Jungle Nest (2016)
- Les Bio-Teens : Forces spéciales (2016)
- Soy Luna (2016-2018)
- Blagues Squad (2016-2018)
- Harley, le cadet de mes soucis (en anglais : Stuck in the Middle, 2016-2018)
- Frankie et Paige (Bizaardvark, 2016-2019)
- Like Me (2016-2018)
- The Lodge (2016-2017)
- MECH-X4 (2016-2018)
- Andi (2017-2019)
- Player Select (2017-2020)
- Parker Plays (2017-2018)
- Onze (2017-2019)
- Raven (2017-2023)
- Penny sur M.A.R.S. (en anglais : Penny on M.A.R.S., 2017) : spin-off d'Alex & Co
- Juacas (2017-2019)
- Coop et Cami (en anglais : Coop and Cami Ask the World, 2018-2020)
- Bia (2019-2021)
- Sidney au max (en anglais : Sydney to the Max, 2019-2021)
- Fast Layne (2019)
- Just Roll with It (2019-2021)
- Gabby Duran Babysitteuse d'extraterrstres (en anglais : Gabby Duran and the Unsittables, (2019-2021)
- High School Musical : La Comédie musicale, la série (2019-2023)

### Années 2020
- Les Secrets de Sulphur Springs (2021-2024)
- Eye Wonder (2021-2022)
- G.O.A.T. (2021-2022)
- Roman to the Rescue (2022-présent)
- Les Super-Vilains de Valley View (2022-présent)
- Ultra Violet & Black Scorpion (2022)
- Le Saturdays, ma vie en rollers (2023)
- Pretty Freakin' Scary (2023)
- Waverly Place : les nouveaux sorciers (2024)
- Alice in the Palace (2025)

## Séries animées

### Années 1970
- The Mouse Factory (1972-1973)

### Années 1980
- Les Gummi (en anglais : Disney's Adventures of the Gummi Bears, 1985-1991) : les aventures d'oursons dans un monde d'heroic fantasy
- Les Wuzzles (en anglais : The Wuzzles, 1985)
- La Bande à Picsou (en anglais : Duck Tales, 1987-1989), avec Flagada Jones, Géo Trouvetou et bien d'autres
- Les Nouvelles Aventures de Winnie l'ourson (en anglais : The New Adventures of Winnie the Pooh, 1988-1991)
- Tic et Tac, les rangers du risque (en anglais : Chip 'n' Dale Rescue Rangers, 1989-1990)

### Années 1990
- Super Baloo (en anglais : TaleSpin, 1990-1991) : Baloo est pilote d'avion sous les Tropiques
- Myster Mask (en anglais : Darkwing Duck, 1991-1993) : les aventures d'un justicier déjanté
- La Bande à Dingo (en anglais : Goof Troops, 1992-1993) avec Max Goof, le fils de Dingo
- Raw Toonage (1992-1993) : compilation de 3 mini-séries.
- La Petite Sirène (en anglais : The Little Mermaid, 1992-1994), inspirée du film-homonyme : l'adolescence d'Ariel
- Bonkers (1993-1995) : un policier toon à Los Angeles
- Le Marsupilami (1993-1995), d'après le personnage de Franquin (licence rachetée aux éditions belges Dupuis)
- Aladdin (1994-1995), inspirée du film-homonyme
- Gargoyles, les anges de la nuit (en anglais : Gargoyles, 1994-1997) : des gargouilles surgissent du passé pour protéger New York
- Croquette et Snif (1995-1996)
- Timon et Pumbaa (en anglais : Timon & Pumbaa, 1995-1998), inspirée des personnages du Roi Lion
- Couacs en vrac (en anglais : Quack Pack, 1996-1997) :  Donald et Daisy Duck sont reporters pour la télévision.
- Mighty Ducks (1996-1997) : les aventures d'une équipe de hockey sur glace composée de canards, inspirées de la véritable équipe créé en 1992 par la Walt Disney Company.
- Le Livre de la jungle, souvenirs d'enfance (en anglais : Jungle Cubs, 1996-1998) : la jeunesse des personnages du Livre de la jungle
- Doug (1996-1999)
- Les 101 Dalmatiens, la série (en anglais : 101 Dalmatians: The Series, 1997-1998), inspirée du film-homonyme
- La Cour de récré (en anglais : Recess, 1997-2001)
- Pepper Ann (1997-2000)
- Les Tifoudoux (1998-2000)
- Hercule (1998-1999), inspirée du film-homonyme
- Mickey Mania (en anglais : Mickey Mouse Works, 1999-2001)

### Années 2000
- The Weekenders (en anglais : The Weekenders, 2000-2004)
- Scott, premier de la classe (en) (en anglais : Teacher's Pet, 2000-2002)
- Les Aventures de Buzz l'Éclair (en anglais : Buzz Lightyear de Star Command, 2000-2001), inspirée des personnages de Toy Story et Toy Story 2
- Disney's tous en boîte (en anglais : House Of Mouse, 2001-2003) : série redonnant vie aux personnages des courts métrages classiques
- Galaxie Lloyd (en anglais : Lloyd in Space, 2001-2004)
- La Légende de Tarzan (en anglais : The Legend of Tarzan, 2001-2002), inspirée des personnages de Tarzan
- Teamo Supremo (2002-2003)
- Kim Possible  (2002-2007)
- Fillmore ! (2002-2004)
- Lilo et Stitch, la série (en anglais : Lilo & Stitch: The Serie, 2003-2006), inspirée du film-homonyme
- Dave the Barbarian (2004-2005)
- Brandy et M. Moustache (en anglais : Brandy & Mr. Whiskers, 2004-2006)
- Mega Robot Super Singes Hyperforce Go ! (en anglais : Super Robot Monkey Team Hyperforce Go!, 2004-2006)
- American Dragon: Jake Long (2005-2007)
- W.I.T.C.H. (2004-2006), les aventures de jeunes sorcières
- Les Petits Einstein (en anglais : Little Einsteins, 2005-2009)
- Le Monde de Maggie (en anglais : The Buzz on Maggie, 2005-2009)
- Kuzco, un empereur à l'école (en anglais : The Emperor's New School,  2006-2008)
- La Maison de Mickey (en anglais : Mickey Mouse Clubhouse, 2006-2016)
- Yin Yang Yo! (2006-2009)
- Phinéas et Ferb (en anglais : Phineas and Ferb, 2007-2015)
- The Replacements (en anglais : The Replacements, 2006-2009)
- Trop fées (2008-2012)
- Cars Toon (2008-2014)
- Agent Spécial Oso (2009-2012)

### Années 2010
- Kick Kasskoo (2010-2012)
- Jake et les Pirates du Pays imaginaire (en anglais : Jake and the Never Land Pirates, 2011-2016)
- La boutique de Minnie (en anglais : Minnie's Bow-Toons, 2011-2016)
- Princesse Sofia (en anglais : Sofia the First, 2012-2018)
- Souvenirs de Gravity Falls (en anglais : Gravity Falls, 2012-2016)
- Motorcity (2012-2013)
- Wander (2013-2016)
- Mickey Mouse (2013-2019)
- Shérif Callie au Far West (en anglais : Sheriff Callie's Wild West, 2014-2017)
- Descendants : Génération méchants (en anglais : Descendants: Wicked World, 2015-2017)
- Quoi 2 n'Œufs ? (2015-2017)
- Cornich' et Cahuète (2015-2018)
- Star Butterfly (en anglais : Star vs. the Forces of Evil, 2015-2019)
- La Garde du Roi lion (en anglais : The Lion Guard, 2016-2019)
- La Loi de Milo Murphy  (en anglais : Milo Murphy's Law, 2016-2019)
- Elena d'Avalor (en anglais : Elena of Avalor, 2016-2020)
- Robover (2016-2018)
- Raiponce, la série (en anglais : Tangled: The Series puis Rapunzel's Tangled Adventure, 2017-2020)
- Billy Dilley en Vacances Souterraines (en anglais : Billy Dilley's Super-Duper Subterranean Summer, 2017)
- La Bande à Picsou, (en anglais : Ducktales, 2017-2021)
- Mickey et ses amis : Top Départ ! / Les Aventures de Mickey et ses amis (en anglais : Mickey Mouse Mixed-Up Adventures, 2017-2021)
- Le Monde de Bingo et Rolly (en anglais : Puppy Dog Pals, 2017-2023)
- Fancy Nancy Clancy (2018-2022)
- La Légende des Trois Caballeros (en anglais : Legend of the Three Caballeros, 2018)
- Les Green à Big City (en anglais : Big City Greens, 2018-présent)
- Amphibia (2019-2022)

### Années 2020
- Luz à Osville (en anglais : The Owl House, 2020-2023)
- Mira, détective royale (2020-2022)
- Le Monde Merveilleux de Mickey (en anglais : The Wonderful World of Mickey Mouse, 2020-2023)
- La Brigade des poussins (2021-2022)
- Les Aventures au Parc de Tic et Tac (en anglais : Chip'N'Dale: Park Life, 2021-présent)
- Spidey et ses amis extraordinaires (en anglais : Marvel's Spidey and His Amazing Friends, 2021-présent)
- La Maison magique de Mickey (en anglais : Mickey Mouse Funhouse, 2021-présent)
- Molly McGee et le Fantôme (en anglais : The Ghost and Molly McGee, 2021-2024)
- Alice et la pâtisserie des merveilles (en anglais : Alice's Wonderland Bakery, 2022-2024)
- Eureka ! (2022-2023)
- Firebuds, premiers secours (en anglais : Firebuds, depuis 2022)
- SuperChatons (en anglais : SuperKitties, depuis 2023)
- Moon Girl et Devil le Dinosaure (en anglais : Marvel's Moon Girl and Devil Dinosaur, 2023-2025)
- Hailey sauve le monde (en anglais : Hailey's On It, 2023-2024)
- Kiff  (2023-présent)
- SuperChatons (en anglais : SuperKitties, depuis 2023)
- Pupstruction: Les chiots en action! (en anglais : Pupstruction, 2023-présent)
- Primos  (2024-présent)
- Ariel (en anglais : Disney Jr.'s Ariel, 2024-présent), inspiré du film en prise de vues réelles : l'enfance d'Ariel
- École maternelle: de Musical (en anglais : Kindergarten: The Musical, 2024-présent)
- StuGo  (2025-présent)
- Iron Man et ses amis extraordinaires (en anglais : Iron Man And His Awesome Friends, 2025)
- La Maison de Mickey+ (en anglais : Mickey Mouse Clubhouse+, 2025)